# Richard F. Pettigrew
Richard Franklin Pettigrew, född 23 juli 1848 i Ludlow, Vermont, död 5 oktober 1926 i Sioux Falls, South Dakota, var en amerikansk politiker och advokat. Han var en av delstaten South Dakotas två första ledamöter av USA:s senat.
Pettigrew studerade juridik vid University of Wisconsin-Madison. Han inledde sin karriär som advokat i början av 1870-talet i Sioux Falls. Han representerade Dakotaterritoriet som delegat i USA:s kongress 1881-1883.
När South Dakota 1889 blev delstat, valdes de två republikanerna Pettigrew och Gideon C. Moody till de två första senatorerna. Pettigrew omvaldes 1895. Han lämnade republikanerna 1896 på grund av silverfrågan. Tillsammans med några andra tidigare republikanska senatorer representerade han därefter Silver Republican Party, som stödde demokraten William Jennings Bryan i presidentvalet i USA 1896. Pettigrew kandiderade till en tredje mandatperiod i senaten, men utan framgång. Han efterträddes 1901 som senator av republikanen Robert J. Gamble.
Pettigrews bok Triumphant Plutocracy: The Story of American Public Life from 1870 to 1920 utkom 1922. Bokens senare upplaga har fått titeln Imperial Washington. Hans antiimperialistiska tal har också utkommit i bokform, med titeln The Course of Empire.
Hans grav finns på Woodlawn Cemetery i Sioux Falls.